# Pleasant Rowland
Pleasant Rowland (nascida Pleasant Williams Thiele, 1941) é uma empreendedora, educadora e escritora estadunidense. Rowland é mais conhecida por ter criado a marca de brinquedos American Girl.